# 尊忠
尊忠（そんちゅう、生年不詳 - 弘安3年12月11日（1281年1月3日））は、鎌倉時代の日本の皇族。

## 背景と生涯
世襲親王家である岩倉宮の岩倉宮忠成王の皇子として生まれる。当時、承久の乱により、後鳥羽天皇の血統からは天皇は出さないという幕府との取り決めがあったため、後鳥羽天皇の皇子、順徳天皇の血を引く岩倉宮から天皇になることはないので、親王宣下を受けないどころか、王にもなれず、岩倉宮を継いだ。弘長3年（1263年）出家し、僧侶になったあとも岩倉宮と名乗り続けた。